# イソチアゾール
イソチアゾール（英: isothiazole）は、3つの炭素と一つずつの窒素、硫黄からなる芳香族5員環有機化合物である。イソチアゾールはアゾールと呼ばれる化合物群に属する。異性体のチアゾールと違って2つのヘテロ原子は隣接している。
イソチアゾール骨格は、生理活性をもつ多くの化合物に見出される。例えば、医薬品のジブラシドンやペロシプロン（perosiprone）などである。